# Kabu Trader Shun
Kabu Trader Shun (株トレーダー瞬) est un jeu vidéo d'aventure sorti sur Nintendo DS en 2007. Le jeu a été développé et édité par Capcom. Il est sorti uniquement au Japon.